# Saint-Quentin-les-Chardonnets
Saint-Quentin-les-Chardonnets település Franciaországban, Orne megyében. Lakosainak száma 317 fő (2022. január 1.). Saint-Quentin-les-Chardonnets Le Ménil-Ciboult, Montsecret-Clairefougère, Tinchebray-Bocage, Valdallière és Vire-Normandie községekkel határos.

## Népesség
A település népessége az elmúlt években az alábbi módon változott:
| Lakosok száma | 322  | 345  | 356  | 337  | 324  | 311  | 313  | 316  | 317  |
|               | 2013 | 2015 | 2016 | 2017 | 2018 | 2019 | 2020 | 2021 | 2022 |